# Nánássy Imre
Nánássy Imre (Mezőtelki, Bihar vármegye, 1892. március 23. – Nyíregyháza, 1940. szeptember 15.) magyar ügyvéd, országgyűlési képviselő.

## Élete
Nánássy Imre és Almássy Ilona fiaként született és református vallású volt . Középiskoláit, majd az egyetemet is Kolozsvárott és Debrecenben végezte. A debreceni egyetemen szerezte meg jogi doktori oklevelét is. Tanulmányai befejezését követően bírósági jegyző volt Debrecenben, mindaddig, amíg meg nem szerezte ügyvédi oklevelét is; utána pedig ügyvédi irodát nyitott a városban. Közben, az első világháború alatt a volt 37. közös gyalogezred kötelékében teljesített katonai szolgálatot, küzdött a szerb, az orosz és az olasz harctéren is, katonai érdemeiért több elismerésben is részesült.
1920. augusztus 24-én Debrecenben feleségül vette Korda Borbála Karolát.
1927-ben székhelyét Nyíregyházára helyezte át, attól fogva ott praktizált. Már Debrecenben is foglalkozott helyi és vármegyei közéleti kérdésekkel, de átköltözését követően még élénkebben kapcsolódott be ilyen ügyekbe. Történelmi, irodalmi, jogi és politikai témákban is gyakran tartott szabad előadásokat, illetve cikkei is jelentek meg ezen területeken, vidéki és fővárosi lapokban egyaránt.
Az 1935. évi általános választáson országgyűlési képviselőnek jelöltette magát a nyírbátori választókerületben, kisgazdapárti színekben. A választáson ugyan vereséget szenvedett, ám megtámadta az eredményt, s a közigazgatási bíróság ennek nyomán meg is semmisítette azt. A megismételt választáson pedig már ő szerezte meg a mandátumot, az akkor már jelentős politikai múlttal rendelkező ügyvéd pályatársa, Hegymegi Kiss Pál legyőzésével.
1936 elején – úgymond választóközönségének kívánságára – elhagyta a pártot és csatlakozott a kormányon lévő Nemzeti Egység Pártjához, s mint jó szónok, hamar kivette a részét annak szervezési munkáiból is. A képviselőházi vitákban főleg az orvosi kamarát, a hitbizományi reformot, az ügyvédi rendtartást érintő vitákban, illetve a telepítési törvényjavaslatok tárgyalása során szólalt fel. Ugyancsak mandátumot szerzett az 1939-es választáson is, ezúttal a nyírmadai kerületben, a Magyar Élet Pártja jelöltjeként.